# Marco Pascolo
Marco Pascolo (* 9. Mai 1966 in Sion) ist ein ehemaliger Schweizer Fussballtorhüter.

## Karriere
Seine Laufbahn begann Pascolo als Junior beim FC Sion, wo ihm 1986 der Sprung in die erste Mannschaft gelang. Unter Trainer Roy Hodgson debütierte er im Januar 1992 in der Nationalmannschaft. Er entwickelte sich in der Folge zum Stammspieler und brachte es auf 55 Einsätze. 2001 trat er aus der Nationalmannschaft zurück.
Höhepunkte in seiner Länderspielkarriere waren die Teilnahmen an der WM 1994 in den USA (die Schweiz erreichte die Achtelfinals) und an der EM 1996 in England (die Schweiz schied in der Vorrunde aus). Auf der Torlinie zeigte Pascolo des Öfteren Weltklassereflexe und rettete seinem Team viele Punkte. Schwächen offenbarte er jedoch im Herauslaufen (Strafraumbeherrschung) sowie bei Rückpässen.
Seine guten Leistungen bei der EM 1996 ermöglichten ihm einen Wechsel in die Serie A zu Cagliari Calcio und später nach England zu Nottingham Forest. Er konnte sich dort nie richtig durchsetzen und kehrte 1998 in die Schweiz zum FC Zürich und anschliessend zum Servette FC zurück, wo er seine aktive Karriere beendete.
2008 wurde er Torhütertrainer bei seinem Stammclub FC Sion.